# Шапорін Юрій Олександрович
Юрій (Георгій) Олександрович Шапóрін (рос. Юрий (Георгий) Александрович Шапорин; 8 листопада (27 жовтня) 1887, Глухів— 9 грудня 1966, Москва) — український і російський композитор, музичний критик, педагог. Народний артист СРСР (1954). Лауреат Державної премії СРСР (1941, 1946, 1952), Державної премії Росії (1966). Професор Московської державної консерваторії імені П.І.Чайковського (1940).

## Біографія
Народився в родині художника і піанистки. Дитячі та юнацькі роки пройшли в Глухові, там же навчався у гімназії, займався грою на фортепіано і віолончелі, мав здібності до малювання. В коло друзів родини Шапоріних були вхожі М. Заньковецька, М. Садовський, М. Лисенко.В 1906—1908 роках навчався на історико-філологічному факультеті Київського університета, брав уроки композиції у Г. Л. Любомирського. В цей період написав свої перші музичні твори і виконував їх М. Лисенку. 
Закінчив юридичний факультет Санкт-Петербурзького університету у 1912 році. 
Під час Першої світової війни служив у лейб-гвардійському Фінляндському полку, після демобілізації — у 1918 році— закінчив Петроградську консерваторію по класу композиції. Під час навчання у консерваторії, отримував стипендію від відомого мецената М. Терещенка.
1919—1920, 1922—1928 — завідувач музичної частини та диригент Великого драматичного театру.
1921—1922 — диригент Петрозаводського драматичного театру (Карелія).
1928—1934 — диригент Театру драми в Ленінграді. 
Працюючи в ВДТ зустрічався з художниками Мстиславом Добужинським і Олександром Бенуа, з поетом Володимиром Маяковським. Багато років товаришував з Олексієм Толстим. В колі друзів були К. Федін, К. Петров-Водкін, П. Щоголєв.
1925—1930 — голова  Ленінградського відділення Асоціації сучасної музики, керівник музичного видавництва "Тритон".
1932—1936 — заступник голови Ленінградського відділення Спілки  композиторів СРСР.
1939—1948 — член оргкомітету Спілки композиторів СРСР.
1952—1966 — секретар Спілки композиторів СРСР.
З 1933 року виступав як музичний критик. В його творчому доробку понад 130 публікацій про діячів музики.
З 1939 — викладач, а з 1940 — професор по класу композиції Московської консерваторії. В його класі навчалися: Родіон Щедрін, Євгеній Свєтланов, Микола Сідельников.
Під час Другої світової війни був евакуйований у Тбілісі, де очолив ансамбль Закавказького військового округу, писав для нього пісні, разом з ансамблем виступав у військових частях и госпіталях.
Член Радянського  комітету захисту миру з 1955 року.
Народний артист СРСР з 1954 року.
Тричі лауреат Державної премії СРСР (1941, 1946, 1952).
У Глухові та Москві є музичні школи ім. Ю. Шапоріна(при Московському державному інституті музики ім. А. Г. Шнітке)

## Творчість
З юнацтва — автор романсів, музики до театральних постановок, фортепіанних сонат.
Історико-епічна тематика стає провідною у творчості композитора. Переломні моменти історії відобразив у опері «Декабристи»(1953 р.), в ораторіях «Оповідь про битву за руську землю» (1943—1944 рр.) та «Доки коршуну кружляти?» (на вірші О. Блока, К. Симонова, М. Ісаковського, 1945—1962 рр.), в симфонії-ораторії «На полі Куликовому» (текст — Олександра Блока, 1937—1938 рр.) та в «Симфонії з хором» (1932), присвяченій братам композитора, які загинули в громадянську війну, а також у музиці до кінофільмів «Мінін і Пожарський», «Суворов», «Кутузов».
Всього написав музику до 29 кінофільмів.
Ліричне обдарування розкрив у написанні романсів (понад 50). Музичні інтонації для них знайшов у поезії О. Блока, О. Пушкіна, Ф. Тютчева, М. Лермонтова, А. Фета, Т. Шевченка.
Автор творів для оркестру: «Блоха» (жартівлива сюїта в 6 ч., 1928 р.); Симфонія c-moll (в 4 ч.,1932—1933 рр.), а також творів для окремих інструментів: фортепіано та віолончелі (сонати, п'єси, балади).